# Adam Rodriguez

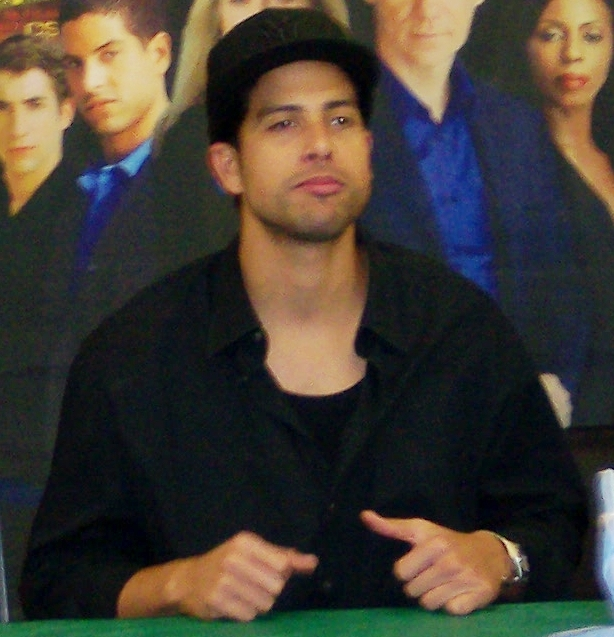
Adam em 2005.

Adam Michael Rodríguez (Nova Iorque, 2 de abril de 1975) é um ator estadunidense, descendente de porto-riquenho e cubano. Fez parte do elenco da famosa série CSI: Miami, onde interpretou Eric Delko. Também participou na série Roswell, como o marido de Isabel.

## Vida Pessoal
Rodriguez nasceu em Yonkers, Nova York, [2] filho de Janet, agente de passagens aéreas, e Ramon Rodríguez, executivo da Câmara Hispânica de Comércio dos Estados Unidos. [1] [3]
Seu pai é de metade porto-riquenho e metade descendente de cubanos , e sua mãe é de ascendência porto-riquenha . [4]
Ele cursou o Clarkstown High School North em New City, Nova York, onde se formou na turma de 1993. [5] Inicialmente, Rodriguez esperava ser um jogador profissional de beisebol, mas depois de uma lesão no ensino médio, ele voltou sua atenção para atuação e realizado em um teatro infantil em Nova York. Antes de atuar em tempo integral, ele era corretor de ações. [4]

## Carreira
Rodriguez apareceu em comerciais, incluindo um para a Coca-Cola. Sua primeira aparição no cinema foi como um extra em The X-Files. Mais tarde, ele apareceu em Brooklyn South, Law & Orde , Felicity, Roswell e NYPD Blue .
Ele apareceu em vários vídeos musicais, incluindo o vídeo de 1999 de Jennifer Lopez, " If You Had My Love ", " Respect My Conglomerate " de Busta Rhymes , " I Call It Love " de Lionel Richie, contracenando com Nicole Richie,"Kill me" de Melanie Fiona,"Many men" de 50 Cent, ao lado de Rory Cochrane,"Sin dejemos que se apague" de Wisin & Yandel . Ele participou do vídeo pró-Obama, Yes We Can .
Ele se juntou ao elenco principal de CSI: Miami, que estreou em 2002 e dirigiu e escreveu o episódio "Hunting Ground" (Temporada 9 Episódio 16). Ele deixou o elenco principal no 5º episódios na 8ª temporada e foi creditado como um membro do elenco recorrente por 8 episódios. Na 9 ª temporada, ele retornou ao elenco principal até o show terminou com a 10 ª temporada em 2012.
Rodriguez estrelou em 2009 o filme de Tyler Perry I Can Do Bad All By Myself como Sandino, ao lado de Taraji P. Henson. [2] Rodriguez também co-estrelou em um filme menor chamado Amor e Debate [6] . Ele interpretou Bobby, o interesse amoroso de Hilda na quarta temporada de Ugly Betty . Ele divide seu tempo entre Nova York e Los Angeles e tem uma terceira residência em Porto Rico .
Ele apareceu em Let The Game Begin (2010) [7] e Magic Mike (2012). [4] Em 2015, ele desempenhou o papel recorrente do Dr. Chavez na segunda temporada do The Night Shift.
Rodriguez estava na capa da revista H mag em abril de 2012, fotografado por Joey Shaw .
Rodriguez foi escalado recentemente como Luke Alvez, um agente da força-tarefa fugitiva do FBI que se junta à Unidade de Análise Comportamental na décima segunda temporada de Criminal Minds , [8] substituindo Shemar Moore .

## Filmografia

### Cinema
| Cinema | Cinema                     | Cinema               | Cinema            | Cinema         |
| Ano    | Título original            | Título em português  | Papel             | Notas          |
| ------ | -------------------------- | -------------------- | ----------------- | -------------- |
| 2001   | Impostor                   | br: / pt: Impostor   | Soldado #1        |                |
| 2002   | King Rikki                 | —                    | Alejandro Rojas   |                |
| 2006   | Thanks to Gravity          | —                    | Elias             |                |
| 2006   | Splinter                   | —                    | Private Martinez  |                |
| 2006   | Unknown                    | —                    | Médico do condado |                |
| 2007   | Take                       | —                    | Steven            |                |
| 2008   | Christmas Break            | —                    | Alejandro         | Curta-metragem |
| 2008   | B.O.H.I.C.A.               | —                    | Diz               |                |
| 2008   | A Kiss of Chaos            | —                    | Freddie           |                |
| 2009   | I Can Do Bad All by Myself | —                    | Sandino           |                |
| 2010   | Cielito Lindo              | —                    | Leonardo          |                |
| 2010   | Caught in the Crossfire    | —                    | Shepherd          |                |
| 2010   | Let the Game Begin         | —                    | Rowan             |                |
| 2012   | Magic Mike                 | br: / pt: Magic Mike | Tito              |                |
| 2014   | Lovesick                   | —                    | Jason             |                |
| 2014   | About Last Night           | —                    | Steven Thaler     |                |
| 2015   | Magic Mike XXL             | —                    | Tito              |                |

### Televisão
| Televisão               | Televisão                        | Televisão                 | Televisão              |
| Ano                     | Título                           | Papel                     | Notas                  |
| ----------------------- | -------------------------------- | ------------------------- | ---------------------- |
| 1997                    | NYPD Blue                        | Policial uniformizado     | Um episódio            |
| 1997-98                 | Brooklyn South                   | Oficial Hector Villanueva |                        |
| 1999                    | Law & Order                      | Chino                     | Um episódio            |
| 1999-00                 | Felicity                         | Erik Kidd                 | Três episódios         |
| 2000                    | Details                          | Chris                     |                        |
| 2001-02                 | Resurrection Blvd.               | Jorge                     | Quatro episódios       |
| 2001                    | All Souls                        | Patrick Fortado           |                        |
| 2001-02                 | Roswell                          | Jesse Esteban Ramirez     |                        |
| 2002-12                 | CSI: Miami                       | Detetive Eric Delko       |                        |
| 2004                    | Six Feet Under                   | Kenny Simms               | Um episódio            |
| 2005                    | Kim Possible                     | Burn Berman               | Voz                    |
| 2005                    | Category 7: The End of the World | Piloto Ritter             |                        |
| 2009-10                 | Ugly Betty                       | Bobby Talercio            |                        |
| 2010                    | Psych                            | Tommy Nix                 | Um episódio            |
| 2011                    | Sesame Street                    | Detetive (Alphie) Betts   | Um episódio            |
| 2012                    | Necessary Roughness              | Necessary Roughness       | Episódio "Slumpbuster" |
| 2013                    | The Goodwin Games                |                           | Quatro episódios       |
| 2014                    | Reckless                         | Preston Cruz              |                        |
| 2015                    | The Night Shift                  | Dr. Joseph "Joey" Chavez  |                        |
| 2015-16                 | Jane the Virgin                  | Professor Jonathan Chavez |                        |
| 2015-16                 | Empire                           | Laz Rodriguez             |                        |
| 2016-2020 2022-presente | Criminal Minds                   | Luke Alvez                |                        |

### Videoclipes
- 1999: If You Had My Love (Jennifer Lopez)
- 2003: Many Men (Wish Death) (50 Cent)
- 2006: I Call It Love (Lionel Richie)
- 2009: Respect My Conglomerate (Busta Rhymes)
- 2009: It Kills Me (Melanie Fiona)
- 2010: No Dejemos Que se Apague (Wisin & Yandel)